# Екстратерестријална хипотеза
Хипотеза ванземаљаца или екстратерестријална хипотеза (ЕТХ) предлаже да се неки неидентификовани летећи објекти (НЛО) најбоље објасне као физичке свемирске летелице које заузимају ванземаљски животи или ванземаљци, или неокупиране ванземаљске сонде са других планета које посећују Земљу.

## Етимологија
Порекло термина ванземаљска хипотеза је непознато, али чини се да употреба у штампаном материјалу о НЛО-има датира најмање до друге половине 1960-их. Француски уфолог Жак Вале користио га је у својој књизи Изазов науци из 1966: НЛО енигма. Користио га је у публикацији француски инжењер Ајм Мишел 1967. Џејмс Макдоналд на симпозијуму у марту 1968. и поново Макдоналд и Џејмс Хардер док су сведочили пред Конгресним комитетом за науку и астронаутику, у јула 1968. Скептик Филип Џ. Клас га је користио у својој књизи из 1968. НЛО-и – идентификовани. Године 1969. физичар Едвард Кондон дефинисао је „ванземаљску хипотезу“ или „ЕТХ“ као „идеју да неки НЛО-и могу бити свемирске летелице послате на Земљу из друге цивилизације или свемира који није Земља, или са планете повезане са удаљенијом звездом“, док представљајући налазе Кондоновог извештаја о којем се много расправљало. Неки историчари НЛО-а приписују Кондону популаризацију термина и његове скраћенице „ЕТХ“.

## Историја
Иако је ванземаљска хипотеза (ЕТХ) као фраза релативно нов концепт, она много дугује наводним виђењима летећих тањира 1940-1960-их, њено порекло се може пратити до бројних ранијих догађаја, као што је сада дискредитовани Марсовски канали и древна марсовска цивилизација коју је промовисао астроном Персивал Лоуел, популарна култура укључујући списе Х. Џ. Велса и колега пионира научне фантастике као што је Едгар Рајс Бароуз, који је такође писао о марсовским цивилизацијама, па чак и о делима личности као што је шведски филозоф, мистик и научник Емануел Сведенборг, који је промовисао низ неконвенционалних погледа који су повезивали друге светове са загробним животом.
Почетком 20. века, Чарлс Форт је сакупио извештаје о аномалним физичким појавама из новина и научних часописа, укључујући многе извештаје о изузетним ваздушним објектима. Они су објављени 1919. године у књизи Књига уклетих. У овој и две наредне књиге, Нове земље (1923) и Ло! (1931), Форт је наводио да посетиоци из других светова посматрају Земљу. Фортови извештаји о феноменима из ваздуха често су цитирани у америчким новинама када је феномен НЛО-а први пут привукао широку пажњу медија у јуну и јулу 1947. године.
Савремени ЕТХ – конкретно, имплицитно повезивање неидентификованих летелица и светала на небу са ванземаљским животом – заживео је током касних 1940-их, а свој садашњи облик добио је током 1950-их. Ослањао се на псеудонауку, као и на популарну културу. За разлику од ранијих спекулација о ванземаљском животу, интересовање за ЕТХ је такође појачано многим необјашњивим виђењима које су истраживале америчка влада и владе других земаља, као и приватне цивилне групе, као што су Организација за истраживање ваздушних феномена и Национални истражни комитет о ваздушним појавама.

### Историјски извештаји о посетама ванземаљаца
Рани пример спекулација о ванземаљским посетиоцима може се наћи у француским новинама Le Pays, који су 17. јуна 1864. године објавили причу о двојици америчких геолога који су наводно открили створење налик ванземаљцу, мумифицирано три стопе високо без длаке, хуманоида са додатком налик на труп на челу, унутар шупље структуре у облику јајета.
Херберт Џорџ Велс је у свом класику научне фантастике Рат светова из 1898. популаризовао идеју посета и инвазије Марса. Чак и пре Велса, дошло је до наглог пораста извештаја у „Мистеријским ваздушним бродовима“ у Сједињеним Државама. На пример, Вашингтон Тајмс из 1897. године спекулише да су ваздушни бродови били „извиђачка група са Марса“, а Saint Louis Post-Dispatch је писао: „ово су можда посетиоци са Марса, уплашени, од инвазије на планету коју су тражили." Касније је дошло до више међународног таласа ваздушних бродова од 1909-1912. Пример ванземаљског објашњења у то време било је писмо новозеландским новинама из 1909. у коме се сугерише „свемирски бродови са Марса на атомски погон“.
Од 1920-их, идеја о посети ванземаљаца у свемирским бродовима била је уобичајена у популарним стриповима и радио и филмским серијама, као што су Бак Роџерс и Флеш Гордон. Конкретно, серије о Флешу Гордону говоре о нападу Земље из свемира од стране ванземаљских метеора, енергетских зрака и биолошког оружја. Године 1938, радио емитована верзија Рата светова Орсона Велса, користећи савремено окружење за инвазију Марсоваца, изазвала је панику у јавности у Сједињеним Државама.

### Талас летећих тањира из 1947. у Америци
Дана 24. јуна 1947. године око 15.00 часова. по локалном времену, пилот Кенет Арнолд је пријавио да је видео девет неидентификованих летелица у облику диска како лете близу планине Реније. Како се није појавио ниједан авион који би објаснио оно што је видео, Арнолд је размотрио могућност да су објекти ванземаљски. Дана 7. јула 1947. изашле су две приче у којима Арнолд покреће тему могућег ванземаљског порекла, како своје мишљење, тако и оне који су му писали. У причи из новина, Арнолд је рекао да је примио много поште од обожавалаца у жељи да помогне у решавању мистерије. Неки од њих су "сугерисали да су дискови посете са друге планете."
Када је талас летећих тањира 1947. погодио Сједињене Државе, у новинама је било много спекулација о томе шта би они могли бити у новинским причама, колумнама, уводницима и писмима уреднику. На пример, 10. јула, амерички сенатор Глен Тејлор из Ајдаха је прокоментарисао: „Скоро бих волео да се летећи тањири испоставе да су свемирски бродови са друге планете“, јер би могућност непријатељства „ујединила људе на Земљи као ништа друго могао." Девит Милер је рекао да су тањири виђени од раног деветнаестог века. Ако садашњи дискови нису тајно војно оружје, он је сугерисао да би то могла бити возила са Марса, или других планета, или можда чак „ствари ван других димензија времена и простора.“ Други чланци су помињали рад Чарлса Форта, који је раније у 20. веку документовао бројне извештаје о неидентификованим летећим објектима који су описивани у новинама и научним часописима.
Чак и ако су људи мислили да су летећи тањири стварни, већина није била вољна да дође до закључка да су они ванземаљског порекла. Различите популарне теорије почеле су брзо да се шире у новинским чланцима, као што су тајни војни пројекти, руски шпијунски уређаји, обмане, оптичке илузије и масовна хистерија. Према новинару Едварду Р. Мароу, ЕТХ као озбиљно објашњење за „летеће тањире“ није привукао широку пажњу све до отприлике 18 месеци након што је Арнолд угледао.
Чини се да се ови ставови одражавају у резултатима прве америчке анкете о перцепцији јавности о НЛО-има коју је објавила компанија Галуп 14. августа 1947. године. Термин „летећи тањир” био је познат 90% испитаника. Што се тиче онога што су људи мислили да их објашњава, анкета је даље показала да већина људи или није имала никакво мишљење или је одбила да одговори на питање (33%), или је генерално веровала да постоји свакодневно објашњење. 29% је мислило да су то оптичке илузије, фатаморгане или машта; 15% америчко тајно оружје; 10% превара; 3% "уређај за прогнозу времена"; 1% совјетског порекла, а 9% је имало „друга објашњења“, укључујући испуњење библијских пророчанстава, тајне комерцијалне авионе или феномене повезане са атомским тестирањем.

### Америчка војна истрага и разоткривање
Дана 9. јула, обавештајна служба Америчког ратног ваздухопловства започела је тајну студију најбољих извештаја о летећим тањирима, укључујући и Арнолдов. Наставна студија обавештајних и инжењерских одељења Команде ваздушног материјала у Рајт Филду, Охајо, довела је до формирања Пројектног знака америчког ваздухопловства крајем 1947. године, прве званичне америчке војне студије о НЛО.
Године 1948, Пројекат Знак је закључио без потврђивања било каквог јединственог објашњења за све извештаје о НЛО, а ЕТХ је одбио начелник штаба и генерал Хојт Ванденберг, наводећи недостатак физичких доказа. Ванденберг је демонтирао пројекат и са овом званичном политиком на снази, каснији јавни извештаји ваздухопловних снага су закључили да нема довољно доказа који би оправдали даљу истрагу НЛО-а.
Непосредно након великог НЛО таласа 1952. и војног разоткривања радарских и визуелних опажања, плус пресретања млазних авиона изнад Вашингтона у августу, Канцеларија за научне истраге ЦИА-е се посебно заинтересовала за НЛО. Иако је поменут ЕТХ, генерално му се придавало мало пажње. Међутим, други у ЦИА-и, као што је Одбор за психолошку стратегију, били су више забринути због тога како би непријатељска сила као што је Совјетски Савез могла да користи НЛО у сврхе психолошког ратовања, да искористи лаковерност јавности за сензационалне и да зачепи обавештајне канале. Према директиви Савета за националну безбедност да размотри проблем, у јануару 1953, ЦИА је организовала Робертсонов панел, групу научника који су брзо прегледали најбоље доказе Плаве књиге, укључујући филмове и инжењерски извештај који је закључио да карактеристике перформанси биле су ван граница земаљских заната. Након дводневног прегледа, тврдило се да сви случајеви имају конвенционална објашњења. Препоручена је званична политика разоткривања јавности коришћењем масовних медија и ауторитета како би се утицало на јавно мњење и смањио број извештаја о НЛО.

### Еволуција јавног мњења
Почетком 1950-их је такође приказан велики број филмова који приказују летеће тањире и ванземаљце, укључујући Дан када је Земља стала (1951), Рат светова (1953), Земља против летећих тањира (1956) и Забрањена планета (1956). Упркос томе, чини се да је јавно веровање ЕТХ остало ниско током раних 1950-их, чак и међу онима који су извештавали о НЛО. Анкета објављена у августу 1951. године показала је да је од испитаника који су се сами пријавили као сведоци НЛО-а, 52% веровало да су видели летелицу коју је направио човек, док је само 4% веровало да је видело ванземаљску летелицу. Међутим, додатних 28% је било несигурно, при чему је више од половине њих изјавило да верује да су или вештачки авиони или „посетиоци издалека“. Тако је укупан број сведока НЛО који су сматрали да је ЕТХ одржив био био. приближно 20%. У року од неколико година, веровање у ЕТХ се повећало због активности људи као што је пензионисани официр америчког маринског корпуса мајор Доналд Е. Kејхо, који је водио кампању за подизање свести јавности о феномену НЛО-а. До 1957. године, 25% Американаца је одговорило да или верују, или су вољни да верују у [постојање] ЕТХ, док је 53% одговорило да није (иако је већина ових испитаника навела да мисли да су НЛО стварни, али земаљског порекла). 22% је рекло да нису сигурни.
Током овог времена, заговорници ЕТХ-а су се поделили у различите таборе, од којих је сваки веровао у различите варијације хипотезе. „Контактанти” раних 1950-их су рекли да су „свемирска браћа” које су упознали била мирољубива и доброћудна, али да је средином 1960-их дошло до већег броја наводних отмица ванземаљаца; укључујући Бети и Барнија Хила, као и очигледно сакаћење говеда, бацило је ЕТХ на злокобније изразе.
Истраживања јавног мњења показују да је поверење јавности у ЕТХ наставило да расте од тада. На пример, Галупова анкета јавности из 1997. године показала је да 87% зна за НЛО, 48% верује да су стварни (у односу на 33% који су мислили да су измишљени), а 45% верује да су НЛО посетили Земљу. Слично, Роперова анкета из 2002. показала је да 56% мисли да су НЛО стварни, а 48% мисли да су НЛО посетили Земљу.
Анкете такође показују да јавност још снажније верује да влада потискује доказе о НЛО-има. На пример, и у цитираним анкетама Галупа и Ропера, проценат је око 80%.

### Укључивање научника
Научна заједница је показала врло малу подршку ЕТХ и углавном је прихватила објашњење да су извештаји о НЛО-има резултат тога што људи погрешно тумаче уобичајене објекте или феномене, или су дело превараната. Професор Стивен Хокинг је изразио скептицизам у вези са ЕТХ. На предавању из 1969. године, амерички астрофизичар Карл Сејган је рекао:
„Идеја бенигних или непријатељских свемирских ванземаљаца са других планета који посећују Земљу [је очигледно] емоционална идеја. Овде постоје две врсте самообмане: или прихватање идеје ванземаљских посета свемирских ванземаљаца суочених са веома оскудним доказима зато што желимо да то буде истинито; или одбацивање такве идеје неконтролисано, у недостатку довољно доказа, зато што не желимо да буде истина. Сваки од ових екстрема је озбиљна препрека проучавању НЛО-а." 
Слично је писао британски астрофизичар Петер А. Стурок
„Дуги низ година, дискусије о питању НЛО-а остале су уско поларизоване између заговорника и противника једне теорије, наиме ванземаљске хипотезе... ова фиксација на ЕТХ је сузила и осиромашила дебату, онемогућавајући испитивање других могућих теорија за феномен."
Неформална анкета коју је Стурок спровео 1973. године од чланова Америчког института за аеронаутику и астронаутику показала је да око 10% њих верује да су НЛО возила из свемира. У другој неформалној анкети. који је 1977. спровео астрофизичар Петер А. Стурок, он је анкетирао чланове Америчког астрономског друштва. Стурок је од анкетираних научника затражио да доделе вероватноће осам могућих објашњења за НЛО. Резултати су били:
| 23% | Непознати природни феномен     |
| 22% | Познати феномен или уређај     |
| 21% | Непознати терестријални уређај |
| 12% | Обмана                         |
| 9%  | Непознати природни феномен     |
| 7%  | Неки други узрок               |
| 3%  | Ванземаљска направа            |
| 3%  | Неки други неутврђени узрок    |

Примарне научне аргументе против ЕТХ сажео је астроном и НЛО истраживач Ј. Ален Хинек током презентације на МУФОН симпозијуму 1983. године, где је изнео седам кључних разлога зашто није могао да прихвати ЕТХ.
- Неуспех софистицираних система надзора да открију долазне или одлазеће НЛО
- Гравитациона и атмосферска разматрања
- Статистичка разматрања
- Неухватљиво, избегавајуће и апсурдно понашање НЛО-а и њихових станара
- Изолација НЛО феномена у времену и простору: ефекат Чеширске мачке
- Свемирска недостојност НЛО-а
- Проблем астрономских удаљености

Хинек је тврдио да:
- Упркос светским радарским системима и сателитима који круже око Земље, НЛО-и наводно лете у атмосферу и излазе из ње, остављајући мало или нимало доказа.
- Свемирски ванземаљци су наводно у великој мери хуманоидни и наводно су у стању да постоје на Земљи без већих потешкоћа јер им често недостају „свемирска одела“, иако би екстрасоларне планете вероватно имале другачију атмосферу, биосферу, гравитацију и друге факторе, а ванземаљски живот би вероватно се веома разликују од живота на Земљи.
- Број пријављених НЛО-а и наводних сусрета са НЛО-становницима надмашује број експедиција за које се статистички може очекивати да ће ванземаљска цивилизација (или цивилизације).
- Понашање ванземаљаца пријављено током наводних отмица је често недоследно и ирационално.
- НЛО су изоловани у времену и простору: попут Чеширске мачке, изгледа да се појављују и нестају по вољи, остављајући само нејасне, двосмислене и подругљиве доказе о свом присуству
- Пријављени НЛО-и су често премали да би могли да подрже посаду која путује кроз свемир, а њихово пријављено понашање у лету често није репрезентативно за летелицу под интелигентном контролом (неправилни обрасци лета, изненадне промене курса).
- Удаљеност између планета чини међузвездано путовање непрактичним, посебно због количине енергије која би била потребна за међузвездано путовање конвенционалним средствима и због нивоа технологије који би био потребан да се заобиђу конвенционална ограничења енергије/горива/брзине коришћењем егзотичних средстава, као нпр. Ајнштајн-Розенови мостови као начини за скраћивање удаљености од тачке А до тачке Б.

Према личној процени Хајнека у то време, тачке 1 до 6 су се могле расправљати, али тачка 7 је представљала „непремостив“ баријеру за ваљаност ове теорије.

### Подршка
Други су тврдили да свемирске летелице које се самореплицирају или њихове комуникационе мреже могу се открити унутар нашег Сунчевог система или у оближњим системима заснованим на звездама, ако се тамо налазе. Друга истраживања су се од тада такође бавила ранијим аргументима о уском грлу везаном за даљину са потенцијалним решењима која су друге цивилизације можда развиле, као што су колонизација ембриона и Алкубијерови погони. Научни преглед из 2021. закључио је да постоји чврста основа за организовање мисија за претрагу артефаката – укључујући сонде – унутар Сунчевог система.
Сентимент у научној заједници о ванземаљској хипотези у вези са извештајима и подацима о НЛО значајно се променио након озбиљних вести о тој теми од стране великих медија у САД и Канади и јавне дебате укључујући бивше и садашње јавне службенике у ишчекивању извештаја од стране обавештајног апарата САД. Током ове промене става почетком лета 2021. године, још увек мали, али све већи број научника је први почео да јавно дискутује о НЛО и систематским истраживањима о њима на трезан начин на великим платформама.

## НАСА
НАСА често поставља питања у вези са ЕТХ и НЛО-има. Од 2006. године, њен званични став је био да ЕТХ нема емпиријских доказа.
„Нико никада није пронашао ниједан артефакт, или било који други убедљив доказ за такве посете ванземаљаца“ - Давид Морисон.
„Колико ја знам, ниједна тврдња да су НЛО ванземаљске летелице немају никакву валидност – тврдње су без суштине и свакако нису доказане“. Дејвид Морисон.
Упркос јавном интересу, до 2021. године, НАСА је сматрала да је проучавање ЕТХ-а ирелевантно за свој рад због броја лажних трагова које би студија пружила и ограничене количине употребљивих научних података које би она донела. У епизоди „Насини досијеи“ (2008.) на телевизији, коментарисали су бивши НАСА-ини астронаути; Гордон Купер је написао да су НАСА и влада „брисале ова и друга виђења под тепих”. Брајан О’Лири је изјавио да су "неки од мојих колега астронаута и научника астронаута који су ишли горе и који су посматрали ствари, врло јасно, речено им је - да то не пријављују".
У јуну 2021, НАСА администратор Бил Нелсон је објавио да је упутио НАСА научнике да истраже неидентификовани ваздушни феномен. Током интервјуа на Универзитету Вирџиније, Бил Нелсон је истражио могућност да неидентификовани ваздушни феномен може представљати ванземаљску технологију.
НАСА научник др Рави Копарапу заговара проучавање ваздушних феномена који нису идентификовани: "Морамо да поставимо тренутно питање НЛО са истим нивоом активне истраге, која укључује стручњаке из академске заједнице у дисциплинама укључујући астрономију, метеорологију и физику, као и професионалце из индустрије и владе са знањем о војним авионима, даљинском детектовању са земље и сателитским посматрањима. Учесници би морали да буду агностични према било каквим специфичним објашњењима са примарним циљем прикупљања довољно података — укључујући визуелна, инфрацрвена, радарска и друга могућа запажања — да би нам на крају омогућили да закључимо идентитет таквог феномена. Праћење овог агностичког приступа, и ослањање на здраве научне и рецензиране методе, много би допринело укидању табуа у главној науци."

## Теоријe
Чест концепт у уфологији и популарној култури је да се прави обим информација о НЛО-има потискује неким обликом завере ћутања, или службеним заташкавањем које служи за прикривање информација.
Године 1968, амерички инжењер Џејмс Хардер је тврдио да постоје значајни докази који доказују НЛО „ван разумне сумње“, али да су докази потиснути и у великој мери занемарени од стране научника и шире јавности, чиме се спречава доношење здравих закључака о ЕТХ.
"Током протеклих 20 година накупила се огромна количина доказа који говоре о постојању НЛО-а. Већина тога је мало позната широј јавности или већини научника. Али на основу података и уобичајених правила о доказима, као што би се применило на грађанским или кривичним судовима, физичка реалност НЛО-а је доказана ван разумне сумње."
Истраживање које је спроведено 1971. године показало је да више Американаца верује да влада прикрива информације о НЛО-има (76%) него што верује у постојање НЛО-а (54%) или у сам ЕТХ (32%).

### Документи и истраге у вези са ЕТХ
Друге приватне или владине студије, неке тајне, закључиле су у корист ове хипотезе или су имале чланове који се нису слагали у супротности са званичним закључцима до којих су дошли комитети и агенције којима су припадали. Следе примери извора који су се посебно фокусирали на ову тему:
- 1967. године, грчки физичар Пол Санторини, научник Менхетн пројекта, јавно је изјавио да је истрага грчке владе 1947. о европским ракетама из 1946. под његовим вођством брзо закључила да то нису пројектили. Санторини је тврдио да су истрагу тада поништили војни званичници из САД, који су знали да су ванземаљци, јер није било одбране од напредне технологије и плашили су се широко распрострањене панике ако резултати постану јавни.
- У строго поверљивом документу УСАФ-а за Европу из 1948. се наводи да их је шведска ваздушна обавештајна служба обавестила да су бар неки од њихових истражитеља ракета духова и летећих тањира закључили да имају ванземаљско порекло: „...толико је много пријавило летеће тањире извора и са толико различитих места да смо уверени да се не могу занемарити и да се морају објаснити на некој основи која је можда мало ван оквира нашег садашњег обавештајног размишљања. Када су официри овог Директората недавно посетили шведску ваздухопловну обавештајну службу, њихов одговор је био да су неки поуздани и потпуно технички квалификовани људи дошли до закључка да су 'ови феномени очигледно резултат високе техничке вештине која се не може приписати ниједној тренутно познатој култури на земљи.' Они стога претпостављају да ови објекти потичу из неке раније непознате или неидентификоване технологије, вероватно ван земље.“[21]
- Године 1948., пројекат "Знак" је направио строго поверљиву процену ситуације, закључивши да је ЕТХ највероватније објашњење за најзбуњујуће необјашњиве случајеве. Студију је наредио да уништи начелник штаба УСАФ-а генерал Хојт Ванденберг, наводећи недостатак доказа. Сазнање о постојању процене дошло је од инсајдера који су рекли да су прочитали сачувану копију, укључујући каснијег шефа УСАФ пројекта Плава књига Едварда Ј. Рупелта и астронома и консултанта УСАФ-а Ј. Алена Хајнека.
- Западна Немачка је, у сарадњи са другим европским земљама, спровела тајну студију од 1951. до 1954. године, такође закључивши да су НЛО ванземаљски. Ову студију је открио немачки пионир ракете Херман Оберт, који је водио студију и који је такође дао много јавних изјава подржавајући ЕТХ у наредним годинама. На крају студије 1954. године, Оберт је изјавио: „Ове објекте (НЛО) осмишљавају и управљају интелигентна бића веома високог реда. Они не потичу из нашег соларног система, можда не из наше галаксије.“ Убрзо након тога, у чланку од 24. октобра 1954. у The American Weekly, Оберт је написао: „Моја је теза да су летећи тањири стварни и да су свемирски бродови из другог Сунчевог система. Мислим да њима можда управљају интелигентни посматрачи који су припадници расе која је можда вековима истраживала нашу земљу...“[22]
- ЦИА је следећег дана започела сопствену интерну научну рецензију. Неки ЦИА научници су такође озбиљно разматрали ЕТХ. Један рани меморандум из августа био је веома скептичан и писао је: „...све док серија извештаја остаје 'необјашњива', опрез захтева да обавештајни подаци наставе да покривају тему ." Извештај касније тог месеца био је на сличан начин скептичан, али је ипак закључено: „... виђења НЛО-а пријављена у Лос Аламосу и Оук Риџу, у време када је број позадинског зрачења необјашњиво порастао. Овде нам је понестало објашњења која би могла бити одржива, а ми и даље остајемо са бројним невероватним извештајима од веродостојних посматрача." Меморандум помоћника директора за научну обавештајну службу ЦИА-е из децембра 1952. био је много хитнији: „...извештаји о инцидентима нас уверавају да се нешто дешава на шта треба хитно обратити пажњу. Уочавање необјашњивих објеката на великим висине и путовања великим брзинама у близини одбрамбених објеката САД су такве природе да се не могу приписати природним феноменима или познатим типовима летелица." Неки од меморандума су такође јасно говорили да интересовање ЦИА за ову тему не треба да буде јавно, делимично у страху од могуће јавне панике.
- ЦИА је у јануару 1953. организовала Робертсонов панел научника да разоткрије податке прикупљене у оквиру пројекта Плава књига ваздухопловних снага. Ово је укључивало инжењерску анализу НЛО маневара од стране Плаве књиге (укључујући анализу филмских филмова од стране морнаричких научника) која је закључила да су НЛО под интелигентном контролом и вероватно ванземаљски.
- Први директор ЦИА, вицеадмирал Росцко Х. Хиленкоетер, изјавио је у потписаној изјави Конгресу, такође известио у Њујорк Тајмсу (28. фебруара 1960.): „Време је да се открије истина... Иза сцене Високи официри ваздухопловства су трезвено забринути због НЛО-а. Међутим, кроз званичну тајност и исмевање, многи грађани су навели да верују да су непознати летећи објекти бесмислица... Позивам Конгрес на хитну акцију како би се смањиле опасности од тајности о неидентификованим летећих објеката“. Године 1962, у свом писму, рекао је директору Доналду Кеју: „Знам да НЛО нису амерички или совјетски уређаји. Све што сада можемо да урадимо је да сачекамо неке акције НЛО-а.“
- Иако је Кондонов извештај из 1968. дошао до негативног закључка, познато је да се многи чланови студије снажно не слажу са Кондоновим методама и пристрасностима. Већина је са гађењем напустила пројекат или је отпуштена због непослушности. Неки су постали присталице ЕТХ. Можда је најпознатији пример Дејвида Саундерса, који је написао: „Јасно је... да виђења трају предуго да би се објаснила у смислу директне земаљске интелигенције. У том смислу ЕТИ (Екстра земаљска интелигенција) стоји као 'најмање невероватно' објашњење ' прави НЛО.“

## Званични став Беле куће
У новембру 2011. године, Бела кућа је објавила званичан одговор на две петиције у којима се од владе САД тражи да формално призна да су ванземаљци посетили Земљу и да открије свако намерно ускраћивање интеракције владе са ванземаљским бићима. Према одговору, „Влада САД нема доказа да било какав живот постоји ван наше планете, или да је ванземаљско присуство контактирало или ангажовало било којег припадника људске расе.“ Такође, према одговору, нема „нема веродостојних информација које би сугерисале да су било какви докази скривени од очију јавности.“ У одговору је даље наведено да напори, попут СЕТИ, свемирског телескопа Кеплер и НАСА Марс ровера, настављају да траже знакове живота. У одговору је наведено да су „прилично велике шансе“ да можда постоји живот на другим планетама, али „шансе да успоставимо контакт са било којом од њих — посебно са било којом интелигентном — су изузетно мале, с обзиром на раздаљине које су укључене.“ 